# إستار (ميزان)
الإسْتَار —معرب چَهَار الفارسية بمعنى أربعة— أربعة مثاقيل (ونصف)، ويجمع أساتير. مقداره ستة دراهم ونصف. يقدر الإستار 20.3125 غراما عند الحنفية، وعند جمهور يقدر 19.3375 غراما.